# Lagedi (stacja kolejowa)
Lagedi – stacja kolejowa w miejscowości Lagedi, w prowincji Harjumaa, w Estonii. Położona jest na linii Tallinn - Narwa. 

## Historia
Stacja powstała w czasach carskich. Początkowo nosiła nazwę Łaacht (ros. Лаахтъ).

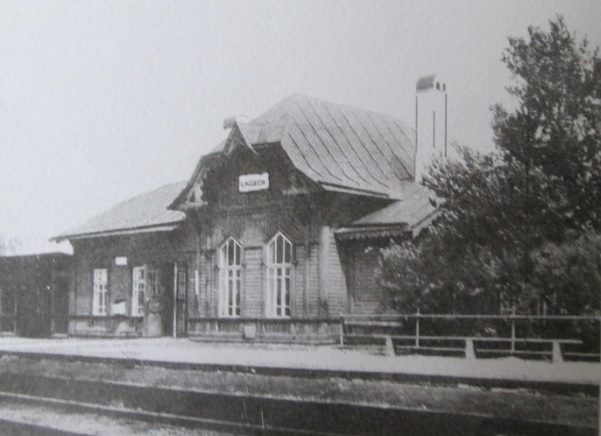
Stacja w latach 30. XX w.